# Bignonia microcalyx
Bignonia microcalyx là một loài thực vật có hoa trong họ Chùm ớt. Loài này được G.Mey. mô tả khoa học đầu tiên năm 1818.